# Reserva Natural de Laiksaare
A Reserva Natural de Laiksaare é uma reserva natural localizada no condado de Pärnu, na Estónia.
A área da reserva natural é de 401 hectares.
A área protegida foi fundada em 2006 para proteger tipos de habitat valiosos e espécies ameaçadas na aldeia de Nepste (na antiga freguesia de Häädemeeste) e na aldeia de Laiksaare (na antiga freguesia de Saarde).